# Ришард Легутко
Ришард Антоні Легутко (пол. Ryszard Antoni Legutko; нар. 24 грудня 1949, Краків) — польський вчений і політик. Депутат Європейського парламенту з 2009, член партії «Право і справедливість».
Закінчив вивчав англійську філологію (1973) і філософію (1976) в Ягеллонському університеті. У 1991 році він отримав докторський ступінь, у 1998 році отримав звання професора гуманітарних наук. У 2003 році він був призначений професором.
Він є викладачем Ягеллонського університету. Він спеціалізується на політичній і соціальній філософії, античній філософії та історії філософії. Член колегії Invisibile.
У 80-і роки він редагував підпільний журнал Arka у Кракові. До жовтня 2005 року він обіймав посаду президента освітнього товариства Науковий центр політичної думки, у 1992 році він став його співзасновником.
З 2005 по 2007 він був членом Сенату.
З 13 серпня по 16 листопада 2007 року він обіймав посаду міністра освіти в уряді Ярослава Качинського.
З 4 грудня 2007 по 16 квітня 2009 він був держсекретарем у канцелярії президента Леха Качинського.